# Costituzione provvisoria del Sudafrica
La Costituzione provvisoria del Sudafrica è stata la legge fondamentale del Sudafrica dal 1994, quando si celebrarono le prime elezioni a suffragio universale, fino all'entrata in vigore della Costituzione definitiva, il 4 febbraio 1997; è designata anche come Costituzione dell'interim, essendo stata vigente durante il periodo di transizione del Sudafrica.
Prevedeva una profonda ristrutturazione delle istituzioni, dopo la soppressione dell'apartheid, e istituì la Corte costituzionale, dotata di ampi poteri giurisdizionali.

## Storia
Parte integrante dei negoziati per porre fine all'apartheid in Sud Africa fu la creazione di una nuova, non discriminatoria, costituzione per il paese. Uno dei principali problemi controversi fu il processo attraverso il quale una tale costituzione avrebbe dovuto essere adottata. L'African National Congress (ANC) insistette affinché fosse redatta da un'assemblea costituente democraticamente eletta, mentre il Partito Nazionale (NP) al governo temeva che i diritti delle minoranze non sarebbe stato protetto in tale processo, e propose in alternativa che la costituzione fosse da negoziare con il consenso di tutte le parti e successivamente sottoposto a referendum.
Negoziati formali ebbero inizio nel dicembre 1991 Convenzione per un Sudafrica democratico (CODESA). Le parti concordarono un iter secondo il quale una costituzione negoziata transitoria avrebbe previsto l'elezione di un'assemblea costituente con il compito di redigere una costituzione permanente. I negoziati CODESA si interruppero, tuttavia, dopo la seconda sessione plenaria nel maggio 1992. Uno dei punti principali della controversia era la dimensione della supermaggioranza che sarebbe stata necessaria per l'adozione della Costituzione: l'NP pretendeva il minimo requisito del 75%, che le avrebbe effettivamente dato un diritto di veto.
Nel mese di aprile 1993, le parti ritornarono ai negoziati, in quello che fu conosciuto come il processo multi-partitico di negoziazione (MPNP). Un comitato del MPNP propose lo sviluppo di un insieme di "principi costituzionali" che la costituzione definitiva avrebbe dovuto rispettare, cosicché le libertà fondamentali sarebbero state assicurate e i diritti delle minoranze protetti, senza limitare eccessivamente il ruolo dell'assemblea eletta costituzionale. Con l'adozione di questo principio, le parti del MPNP redassero la Costituzione ad interim, che fu formalmente emanata dal Parlamento del Sud Africa ed entrò in vigore il 27 aprile 1994.